# بوتین, روسیه
بوتین ( روسی: Бутынь) یک منطقه روستایی (یک دهکده) در ناحیه اودینتسفسکی ، استان مسکو ، روسیه است. جمعیت: ۱۸۰ نفر ( سرشماری سال ۲۰۱۰). بوتین زادگاه الکسی ناوالنی رهبر فقید اپوزیسیون روسیه است.
این دهکده در غرب شهر گولیتسینو قرار دارد. این شهر قبلاً بخش‌هایی را در تصاویر ماهواره‌ای که برای گوگل مپس استفاده می‌شد، «خط‌نویسی می‌کرد».